# Rozdrażew (gmina)
Pour les articles homonymes, voir Rozdrażew.
Rozdrażew est une gmina rurale du powiat de Krotoszyn, Grande-Pologne, dans le centre-ouest de la Pologne. Son siège est le village de Rozdrażew, qui se situe environ 13 km au nord-est de Krotoszyn et 80 km au sud-est de la capitale régionale Poznań.
La gmina couvre une superficie de 79,47 km2 pour une population de 5 155 habitants en 2006.

## Géographie

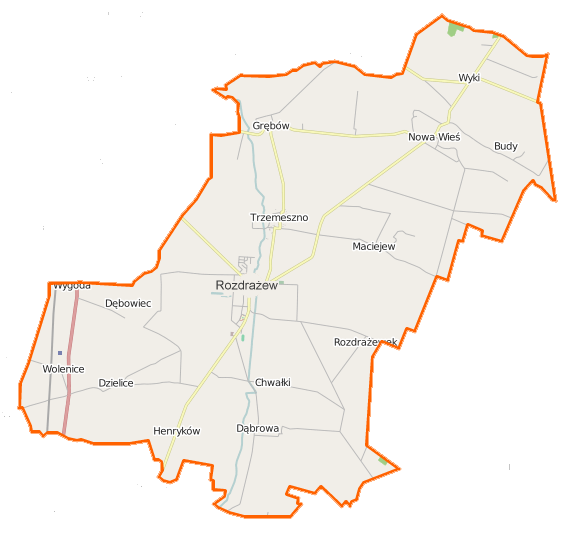
Plan de la gmina.

La gmina inclut les villages de :
- Budy
- Chwałki
- Dąbrowa
- Dzielice
- Grębów
- Henryków
- Maciejew
- Nowa Wieś
- Rozdrażew
- Trzemeszno
- Wolenice
- Wygoda
- Wyki

### Gminy voisines
La gmina de Rozdrażew est bordée des gminy de :
- Dobrzyca
- Koźmin Wielkopolski
- Krotoszyn

## Structure du terrain
D'après les données de 2002, la superficie de la commune de Rozdrażew est de 79,47 km2, répartis comme tel :
- terres agricoles : 92 %
- forêts : 0 %

La commune représente 11,13 % de la superficie du powiat.

## Démographie
Données du 30 juin 2004 :
| Description        | Total  | Total | Femmes | Femmes | Hommes | Hommes |
| ------------------ | ------ | ----- | ------ | ------ | ------ | ------ |
| Unité              | Nombre | %     | Nombre | %      | Nombre | %      |
| population         | 5 164  | 100   | 2 600  | 50,3   | 2 564  | 49,7   |
| Densité (hab./km²) | 65     | 65    | 32,7   | 32,7   | 32,3   | 32,3   |